# Linode
Linode是一个總部建立于美国新泽西州加洛伟市的虚拟专用服务器（VPS）提供商。它的名字是由英文中Linux中的Li和node（即“节点”一词）构成的混成词。如同它的名字一样，Linode 只提供运行 Linux 的服务器，而不提供运行 Windows Server或其他作業系統的服务器。。

## 历史
Linode 由克里斯蒂佛·阿克尔（Christopher Aker）创立，在2003年中期开始提供服务。
Linode 在2008年3月将自己的虚拟化技术由 UML 换成了 Xen。2009年开始提供数据备份服务。2011年七月，负载平衡服务 NodeBalancer 上线。2013年为商务用户提供计算机事件相应服务，称作 Linode Managed。
Linode 在2003年开始运营自己在达拉斯、德克萨斯州、弗里蒙特和加利福尼亚州的数据中心。随后，2007年 Linode 在亚特兰大，2008年在纽瓦克，2009年在伦敦，2011年在东京同样开设数据中心。其中，位于东京的数据中心格外受到中国大陆用户的欢迎。
Linode 在2015年6月将自己的虚拟化技术由 Xen 换成了 KVM。原有的产品可自行选择是否升级至 KVM。
Linode 在2016年6月将所有套餐计划的内存升级容量，价格不变。
2016年6月，Linode在東京的資料中心已額滿，無法再收新用戶。同年11月21日，Linode宣布在東京的第二資料中心開放服務。
2015年，在費城购入玉米交易银行大楼进行翻修，并于2018年将总部迁入。总裁提到由于在原总部城市加洛伟时很难招到员工，希望在费城发展来吸引人才。
2022年2月15日，阿卡迈科技宣布以约九亿美元的价格收购Linode。

## 服务
Linode 为顾客提供多样化的服务。它主要提供各种不同价位、不同档次的 VPS 服务器。Linode Manager 和 NodeBalancer允许用户通过一个统一的系统管理多个不同的服务器。2013年9月 Longview 上线。这一服务能够追踪并分析服务器的情况。

### 資料中心
至2019年12月，Linode在全球下列城市設有資料中心：
- 美国：紐華克、亞特蘭大、佛蒙特、達拉斯
- 加拿大：多倫多
- 英国：倫敦
- 德国：法蘭克福
- 日本：東京1（已关闭并转移用户到东京2的資料中心）、東京2
- 新加坡
- 印度：孟買
- ：雪梨

## 安全事故
8名持有比特币的 Linode 用户在2012年3月时自己持有的、估计约共40000枚比特币被窃。这些比特币在当时大约相当于7万美元。
2013年，一个叫做 Hack The Planet 的黑客组织利用了 Adobe ColdFusion 的一个漏洞进入了 Linode 的服务器。Linode 解释道该组织尽管进入服务器但仍不能解密任何与付款有关的个人敏感信息，之后 Linode 重置了所有账户的密码。 同年5月，Linode 为自己的账户引入两步认证功能。
2016年1月5日，Linode 在发现有用户登錄凭据泄露后，以安全原因重置了所有用户的密码。
自2015年圣诞节开始，Linode 正受到大规模、频繁的DDoS攻击，根据 Linode 的说法，估计攻击次数达到30轮。 Linode 称，这些攻击是由恶意者通过购买大量僵尸网络容量发起，以试图使 Linode 的服务严重受损。